# 헤로데 아르켈라오스

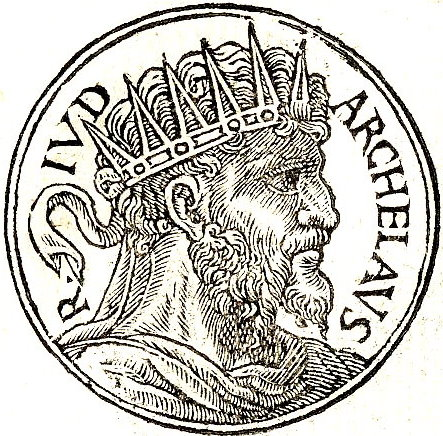

헤로데 아르켈라오스(그리스어: Ηρώδης Αρχέλαος, 기원전 23년 – 18년경)은 기원전 4년부터 6년까지 사마리아, 유대, 이두매지방을 다스린 분봉왕으로 로마 제국에 의해 임명되었다. 헤로데 대왕과 사라미아 출신의 말테체 사이에서 태어난 아들이다.
아버지 헤로데 대왕으로부터 가장 넓은 지역을 다스릴 왕으로 상속되었지만 형제인 헤로데 안티파스와 다른 유대인들의 반대에 부딪혔고 결국 로마의 아우구스투스는 그를 왕으로 세우지 않고 유대, 사마리아, 이도메이아의 분봉왕으로 세웠다. 일설에 따르면 그는 바라사이파유대인들이 일으킨 소요를 무자비하게 진압했는데 그때 죽은 자가 3,000여명에 이른다고 한다.
왕으로 책봉된 이후에도 그는 끊임없이 다른 유대인과 마찰을 일으켜 결국 6년 왕위에서 폐위되고 갈리아로 유배되어 그곳에서 죽었다. 그가 다스리던 지방은 유대아 속주로 로마의 직할령이 되었다.
기독교의 신약성서에 잠깐 아르켈라오스가 언급되는데 예수의 아버지 요셉은 헤로데 대왕의 유아살해를 피해 이집트로 피신했다가 돌아와서, 아르켈라오스의 폭정을 피해 갈릴리의 나자렛으로 가서 살았다고 한다. 혹자는 헤로데 대왕의 유아대량학살의 전승은 헤로데 아르켈라오스가 죽인 3,000명과 그의 아버지 헤로데 대왕을 혼동한 것이라고 한다.

## 같이 보기
- 헤로데 왕국